# کاترین ایمی داوسن اسکات
کاترین ایمی داوسن اسکات (انگلیسی: Catherine Amy Dawson Scott؛ اوت ۱۸۶۵ – ۴ نوامبر ۱۹۳۴) نویسنده، نمایش‌نامه‌نویس، شاعر اهل بریتانیا بود. او به عنوان بنیانگذار انجمن جهانی قلم یا PEN (در سال ۱۹۲۱) شناخته شده‌است.